# Cassel (Nord)
Cassel település Franciaországban, Nord megyében. Lakosainak száma 2212 fő (2022. január 1.). Cassel Hardifort, Sainte-Marie-Cappel, Steenvoorde, Terdeghem, Wemaers-Cappel, Zuytpeene, Bavinchove, Hondeghem, Oudezeele és Oxelaëre községekkel határos.

## Népesség
A település népességének változása:
| Lakosok száma | 2288 | 2311 | 2405 | 2289 | 2278 | 2265 | 2249 | 2227 | 2212 |
|               | 2013 | 2015 | 2016 | 2017 | 2018 | 2019 | 2020 | 2021 | 2022 |